# Peter Meister (Bildhauer)
Peter Meister (* 13. August 1934 in Zollbrück; † 9. März 1999 in Zürich) war ein Schweizer Bildhauer, Plastiker und Zeichner.

## Biografie

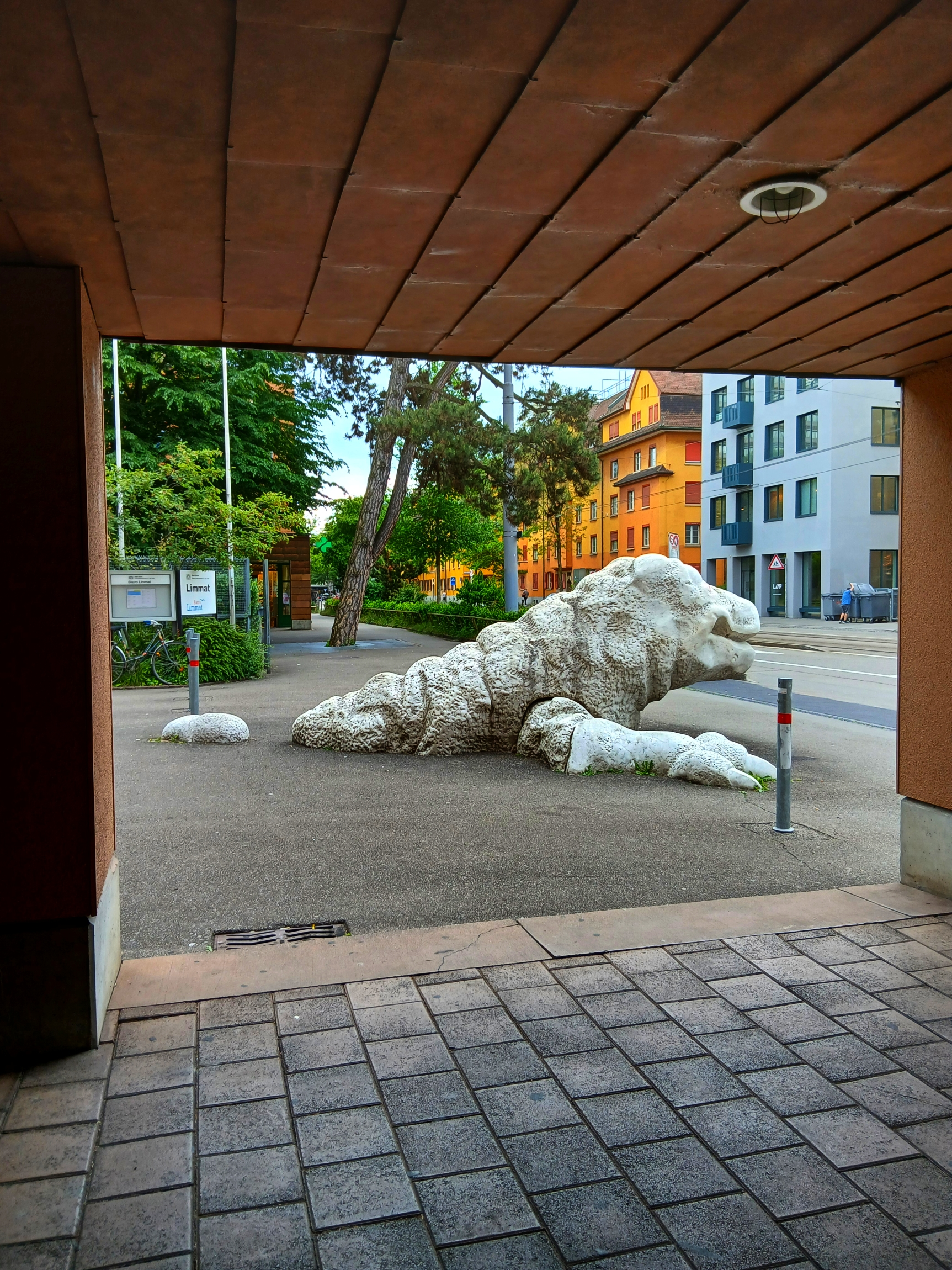
Sihl-Ghüür Ivika, 1984. Wohnsiedlung Limmat II, Limmatstrasse 180–184 in Zürich

Peter Meister machte von 1950 bis 1954 eine Bildhauerlehre beim Restaurator Willi Stadler in Zürich und besuchte gleichzeitig Kurse an der Kunstgewerbeschule in Zürich. Danach bildete er sich an der Académie de la Grande Chaumière in Paris und in Berlin an der Hochschule für Bildende Kunst weiter.
1959 nahm er teil an der Gründung des Symposions europäischer Bildhauer in St. Margarethen (Burgenland, Österreich). 1965–1985 hielt er sich in Pietrasanta, Toscana, auf. Er lehrte von 1973 bis 1975 an der Accademia di Belle Arti di Brera in Mailand und von 1980 bis 1982 an der Zürcher Kunstgewerbeschule.
Im Jahr 1967 wurde das Gesamtwerk des Bildhauers um ein Monument ergänzt: den «Frisch-Brunnen» im Rosenhof des Zürcher Niederdorfes. Dieses Werk wurde dann durch die Inschrift des Schriftstellers Max Frisch ergänzt.
Meister schuf 1969 den Othmar-Schoeck-Brunnen in Zürich-Wollishofen. Der Brunnen aus italienischem Marmor ist ein Geschenk der Suisa (Schweizer Gesellschaft für Rechte an Musikwerken) anlässlich der Einweihung des Suisa-Neubaus an die Stadt Zürich. Aus dem Jahr 1986 stammen weitere zwei Brunnen in Zürich von Peter Meister und das «Brunnen-Wibli»
Das Sihl-Ghüür trägt den Zusatznamen Ivika, den aus Estland stammenden Vornamen von Peter Meisters Tochter. Das Sihl-Ghüür ist 100 Meter lang. Die eigentliche Skulptur misst 4,5 Meter, die restlichen 95,5 Meter bilden den Schwanz. Vor dem Eingang des Alterszentrums kommt der 2,5 Meter hohe Schwanz ans Tageslicht.

## Skulpturen und Brunnen

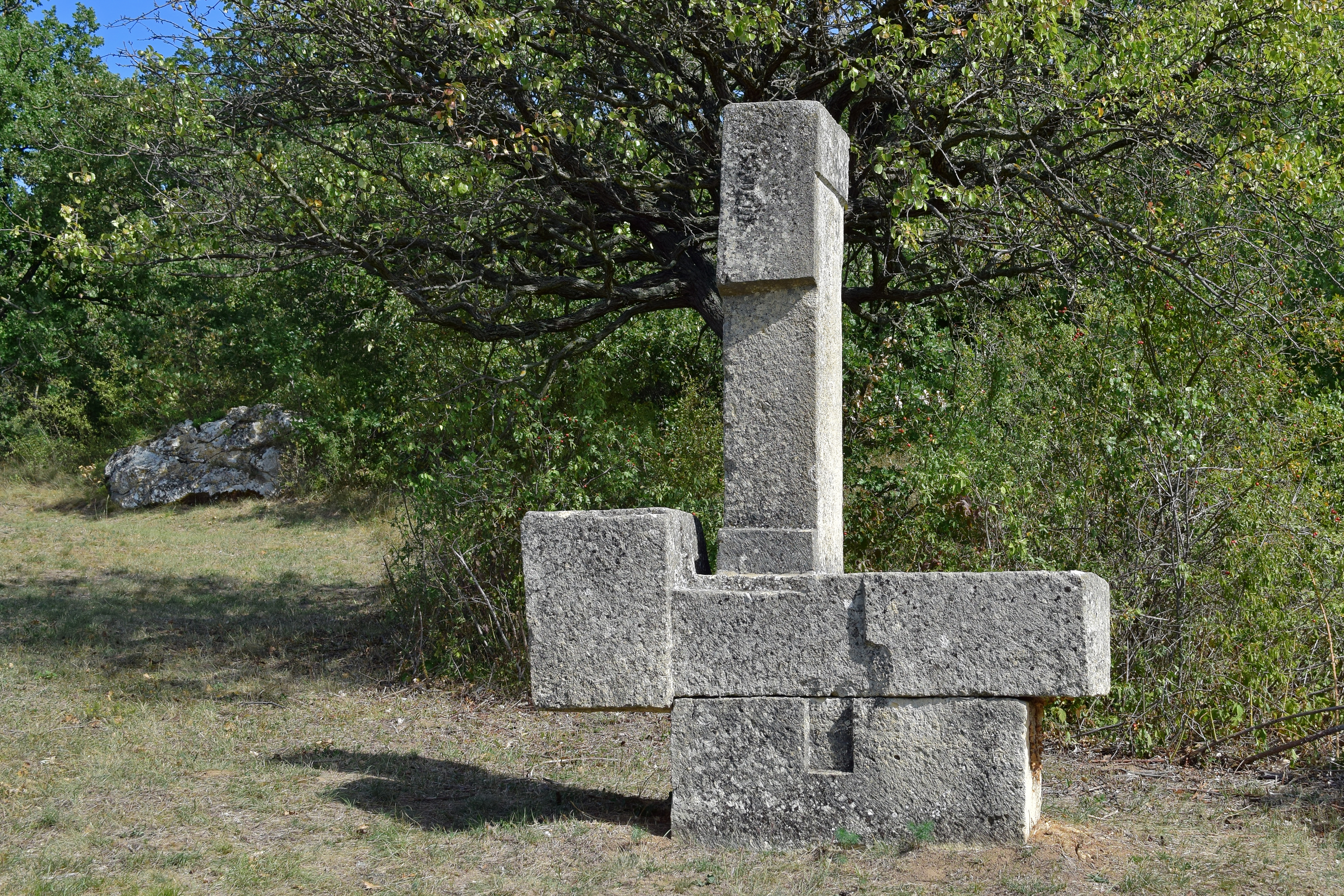
Skulptur, 1959, von Peter Meister, in der Skulpturenlandschaft in St. Margarethen im Burgenland
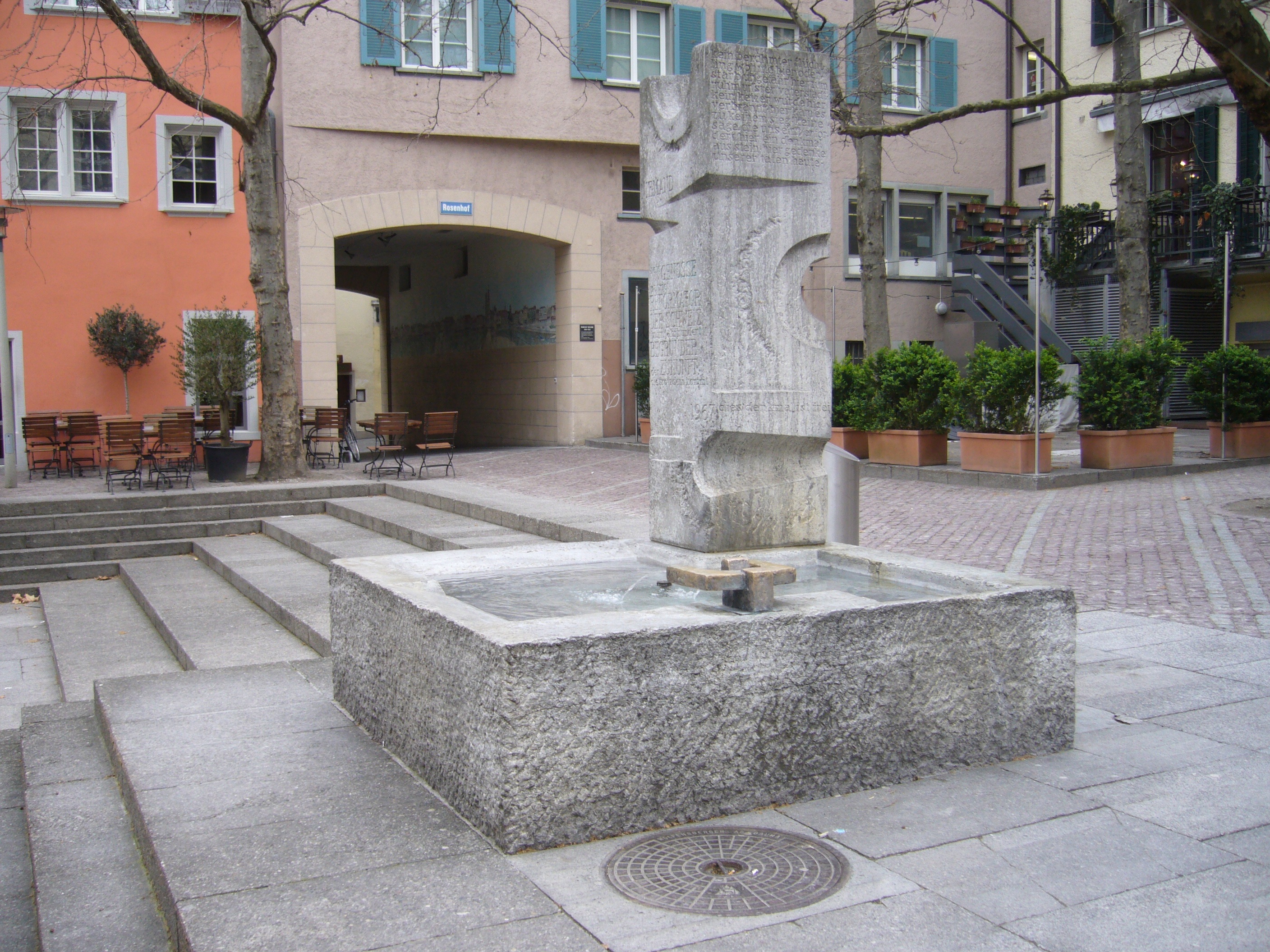
Rosenhofbrunnen, auch Frisch-Brunnen, 1967, von Peter Meister im Rosenhof Zürich
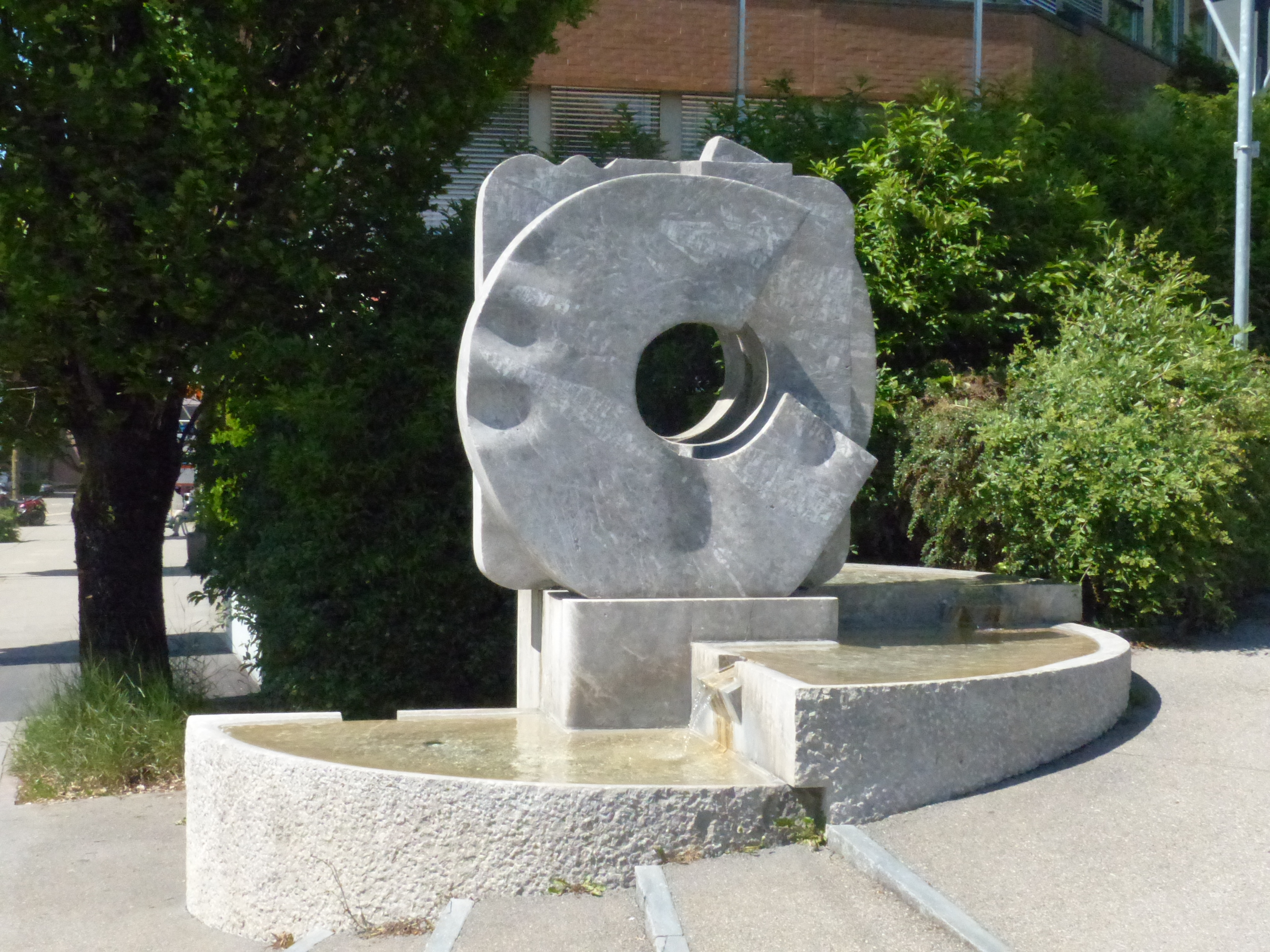
Othmar-Schoeck-Brunnen von Peter Meister, 1969, in Zürich-Wollishofen
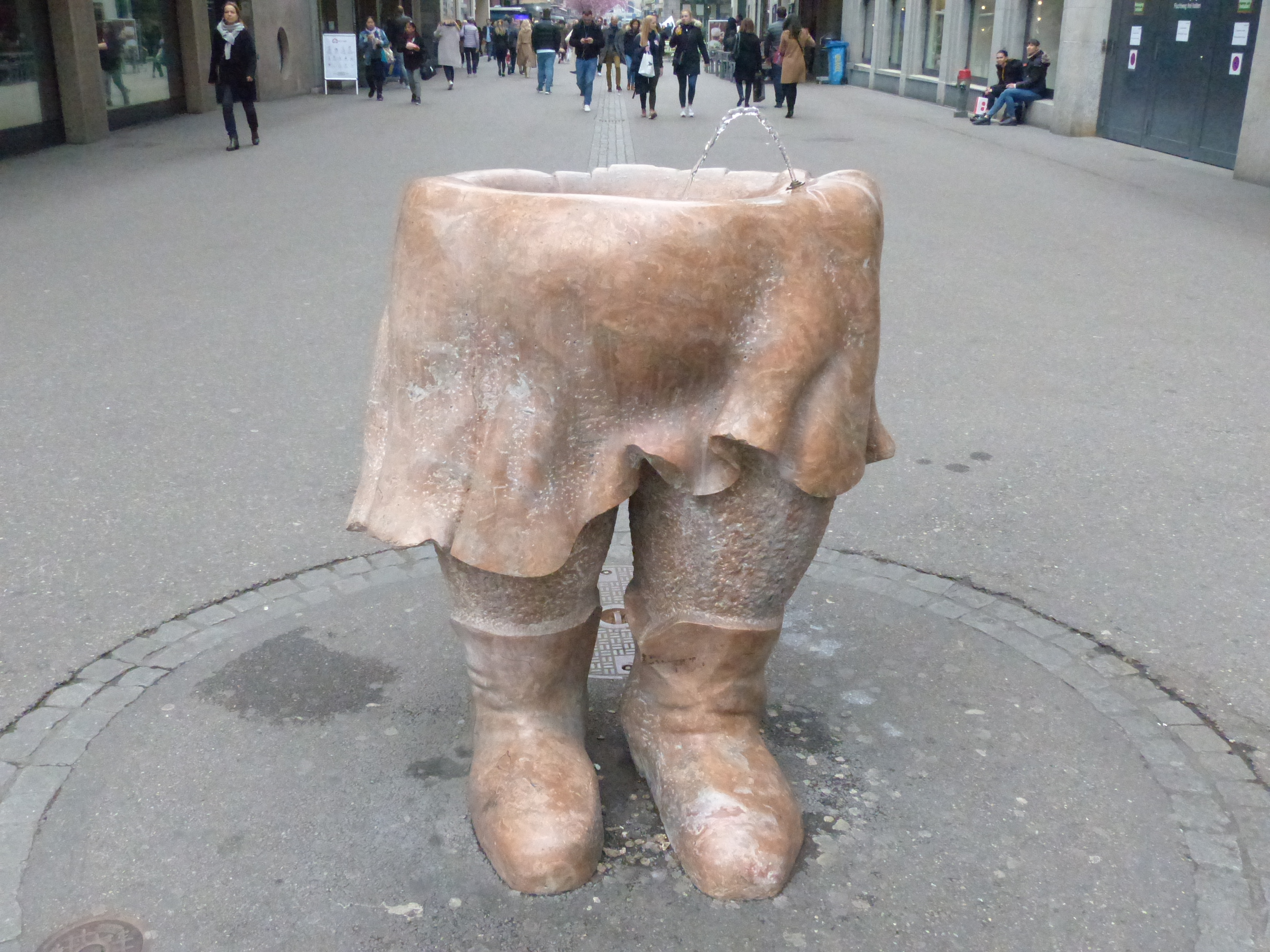
Brunnenwibli von Peter Meister, 1986, Bahnhofstrasse 75 in Zürich

## Ausstellungen / Ehrungen (Auswahl)
- 1961: Teilnahme an der 6e Biennale voor Beeldhouwkunst, Middelheimmuseum, Antwerpen
- 1963: Conrad-Ferdinand-Meyer-Preis[7]
- 1969: Teilnahme an Beispiele Europäischer Plastik heute, Wiener Secession
- 1977: Teilnahme am Salon de la jeune sculpture, Paris
- 1982: «Steinskulpturen im 20. Jahrhundert», Kunsthaus Zug[8]